# NGC 6299
NGC 6299 је елиптична галаксија у сазвежђу Змај која се налази на NGC листи објеката дубоког неба.
Деклинација објекта је + 62° 27' 30" а ректасцензија 17h 5m 4,3s. Привидна величина (магнитуда) објекта NGC 6299 износи 14,1 а фотографска магнитуда 15,1. NGC 6299 је још познат и под ознакама MCG 10-24-97, CGCG 299-51, NPM1G +62.0209, PGC 59561.